# لحدو إسحق
لحدو اسحق هو مؤلّف وشمّاس سرياني وُلد عام 1938 في آزخ ثم نزح في عام 1943 مع أسرته إلى المالكية التابعة لمحافظة الحسكة السورية، حيث تعلم مبادئ اللغة السريانية والألحان الكنسية في المدارس السريانة هناك وتدرّج في العلوم فحصل على إجازة في الحقوق عام 1966. توفّي في 30 نوفمبر 2011.

## حياته العملية
رسم شماساً قارئاً في عام 1949 ثم شماساً أفدياقوناً في عام 1953 على يد مثلث الرحمات المطران مار أوسطاثيوس قرياقس تنورجي. عُين معلماً ثم مديراً لمدارس السريان في المالكية عام 1956. حيث ظهرت له أعمال أدبية في الخمسينات من القرن المنصرم مثل: (ܣܘܪ̈ܝܝܐ ܩܘܫܘܢ ܩܘܫܘܢ) كما ألّف تراتيل كنسية باللغة السريانية خاصة بمناسبات الآحاد والأعياد كانت تؤدى في كنائس المالكية. عُين رئيساً لديوان مديرية منطقة المالكية في عام 1960، ومديراً للمركز الثقافي في المالكية عام 1967 ومديراً إدارياً للشركة العامة للكهرباء في محافظة الحسكة عام 1971، التي استمر يعمل فيها حتى تقاعده في عام 2003.
تم تكليفه عام 1993 بمهمة أمانة سر المجلس الملي للسريان الأرثوذكس بالقامشلي ولمدة أربع دورات متتالية أي حتى عام 2001. رسم شماساً إنجيلياً بتاريخ 24/11/1996 في كنيسة مار يعقوب النصيبيني في القامشلي. رسم أرخدياقوناً (رئيس الشمامسة) لأبرشية الجزيرة والفرات بتاريخ 24/1/1999م في كنيسة مار يعقوب النصيبيني في القامشلي تقديراً لإيمانه وعلمه.

## مؤلفاته
- حياة القديس مار آحو.
- أمثال من بازبدي.
- الأديار: زيت وعجائب.
- بازبدي عبق الإيمان.
- ديارات سريانية من بازبدي.
- سيرة مار شمعون الزيتوني.
- في محراب التوبة.
- سيرة القديسة الشهيدة فبرونيا.
- السريان في أبرشية الجزيرة والفرات (في مجلدين).
- وضع طقساً كاملاً لعيد القديسة فبرونيا «فنقيث».

كما أخرج العددين (197-198) من المجلة البطريركية لعام 2000 حيث أرّخ الزيارة التاريخية لقداسة سيدنا البطريرك إلى الأبرشية بمناسبة الألفية الثانية.
له مؤلفات وأعمال أدبية لم تطبع بعد منها ديوان شعر يضم حوالي 500 قصيدة باللغة السريانية.